# Camarón de Tejeda

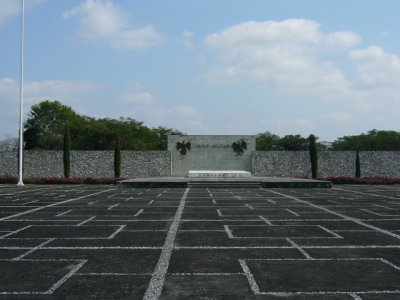
Mausoleo de Camarón, Veracruz.

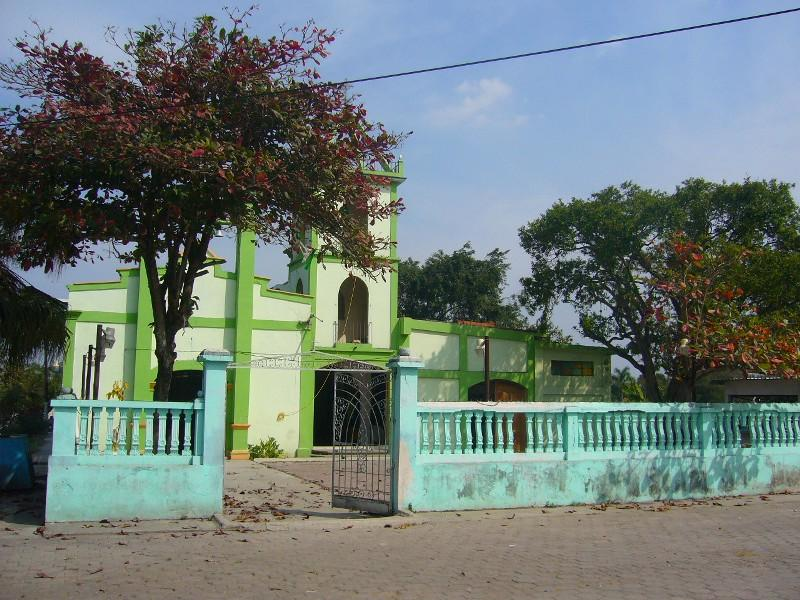
iglesia Camarón de Tejeda, Veracruz.

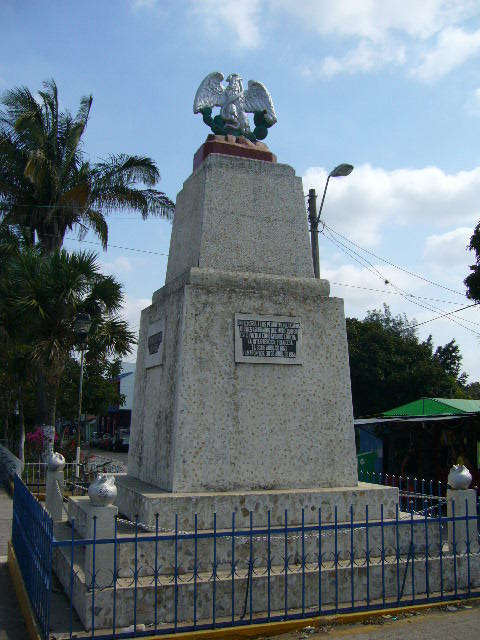
Obelisco Camarón de Tejeda, Veracruz.

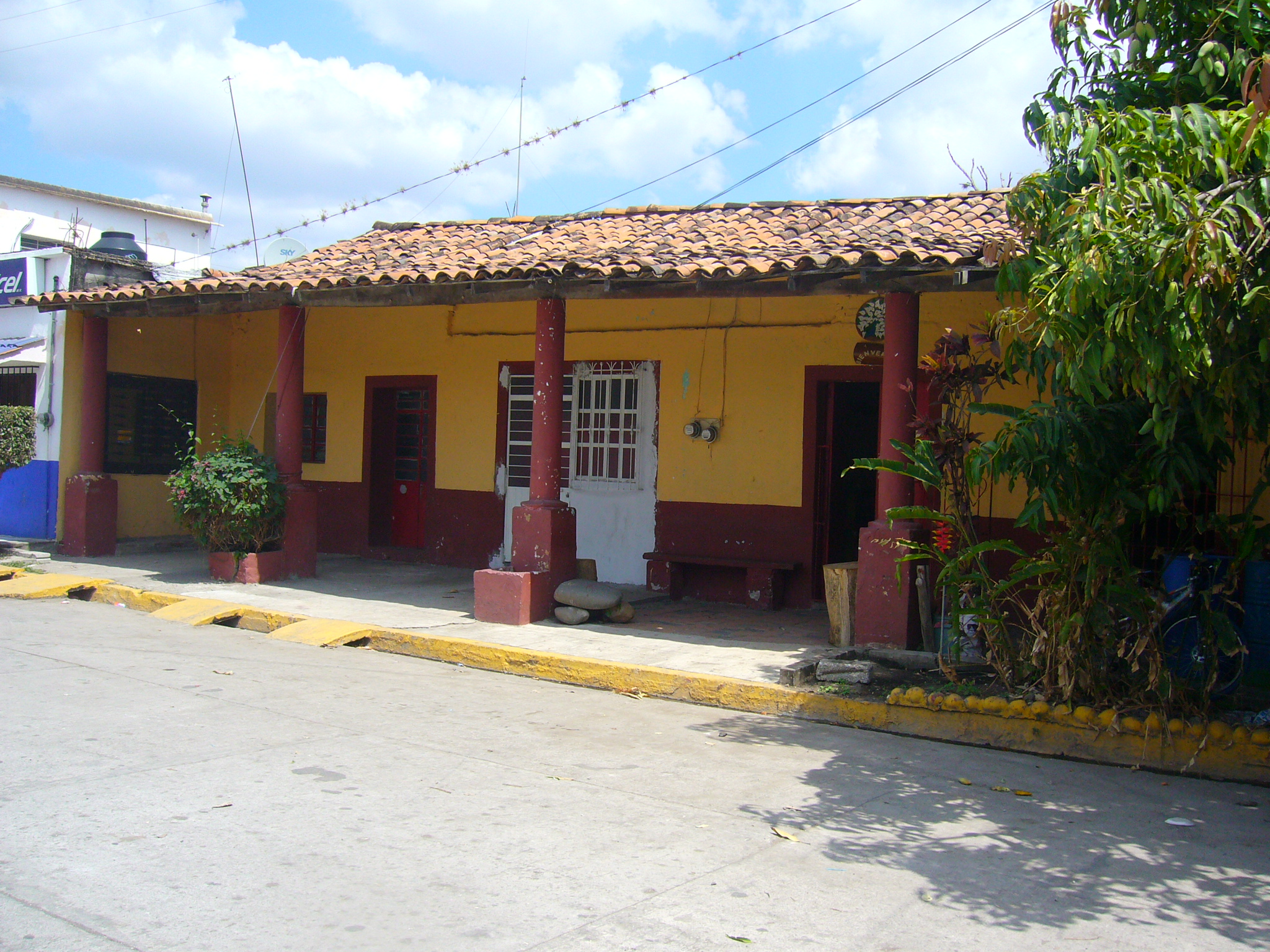
Exhacienda de la Trinidad, Camarón de Tejeda, Veracruz.

Camarón de Tejeda es una población del estado de Veracruz, México. Fue un antiguo pueblo totonaca llamado Temaxcal, al que se le llama actualmente Camarón.
Antiguamente existía aquí una hacienda llamada Hacienda de Camarón, nombre que recibió debido al llamado "Cáscara de Camarón", un género de árbol de esta región.
Se ha dado a conocer internacionalmente por haber sido el sitio de la Batalla de Camarón entre un pequeño grupo de legionarios de la Legión Extranjera Francesa y un ejército mexicano a las órdenes del Coronel Francisco de Paula Milán, el 30 de abril de 1863.
El añadido "de Tejeda" es en honor al político maderista Adalberto Tejeda Olivares (1883-1960), originario de Chicontepec.
Antes de quedarse con el nombre definitivo actual, la población pasó a tener diversas denominaciones, tales como Villa Tejeda en 1927 o Adalberto Tejeda en 1955.

## Toponimia
Camarón por el nombre que se le dio a la batalla en contra de los franceses en 1863 y de Tejada en honor a Sixto Adalberto Tejeda Olivares.

## Escudo
En la parte superior izquierda una máquina que representa un ingenio, en la superior derecha, mediante ondas de agua se representa el río Jamapa; sobre este aparece un camarón o degame un árbol del que proviene el nombre del municipio, en la inferior izquierda, sobre fondo rojo, están puesto dos sables en posición de aspa, en representación la batalla del 30 de abril de 1863, en la inferior derecha, sobre fondo dorado, cabeza de ganado cebú, em la parte central en forma circular, aparece el escudo nacional usado en las banderas mexicanas durante la guerra de intervención francesa, en la bordadura, sobre fondo de oro a derecha e izquierda, dos mazorcas de maíz abiertas, en la zona superior de la bordadura se escribe en letras rojas, CAMARÓN DE TEJEDA, coronando el escudo con un sol naciente.

## Historia
Pueblo prehispánico perteneciente al territorio totonaco con el nombre de Temaxcal, también conocido con el nombre de Camarón. El 30 de abril de 1863, la guerrilla mexicana al mando de Francisco de Paula Milán, vencieron a las tropas de la Legión Extranjera en la Batalla de Camarón.
El 5 de julio de 1927, el pueblo de Camarón cambia el nombre por el de Villa Tejeda, en 1955 el Municipio de Temaxcal-Camarón se denomina Adalberto Tejeda, el 13 de agosto de 1986, el Municipio recibe el nombre de Camarón de Tejeda.

## Festividades
Fiesta del Patrono del Pueblo en honor a San Jose.- Se lleva a cabo del 18 al 22 de marzo, con danzas de Los Negros, procesiones, mañanitas, carreras de caballos, bailes populares y desfiles de carros alegóricos.
Aniversario de la Batalla de Camarón. El 30 de abril se conmemora el aniversario de la Batalla de Camarón; la Asociación Camerone, autoridades locales, estatales y representantes de la Embajada Francesa se reúnen para rendir homenaje a quienes perdieron su vida en esta batalla.
Fiesta en honor a la Virgen de Guadalupe.-Todos los 12 de diciembre, se realizan bailes típicos con los danzantes tradicionales (Negritos), así como también se ofician misas, peregrinaciones , bailes populares , entre otras actividades.